# Fabian Wegmann

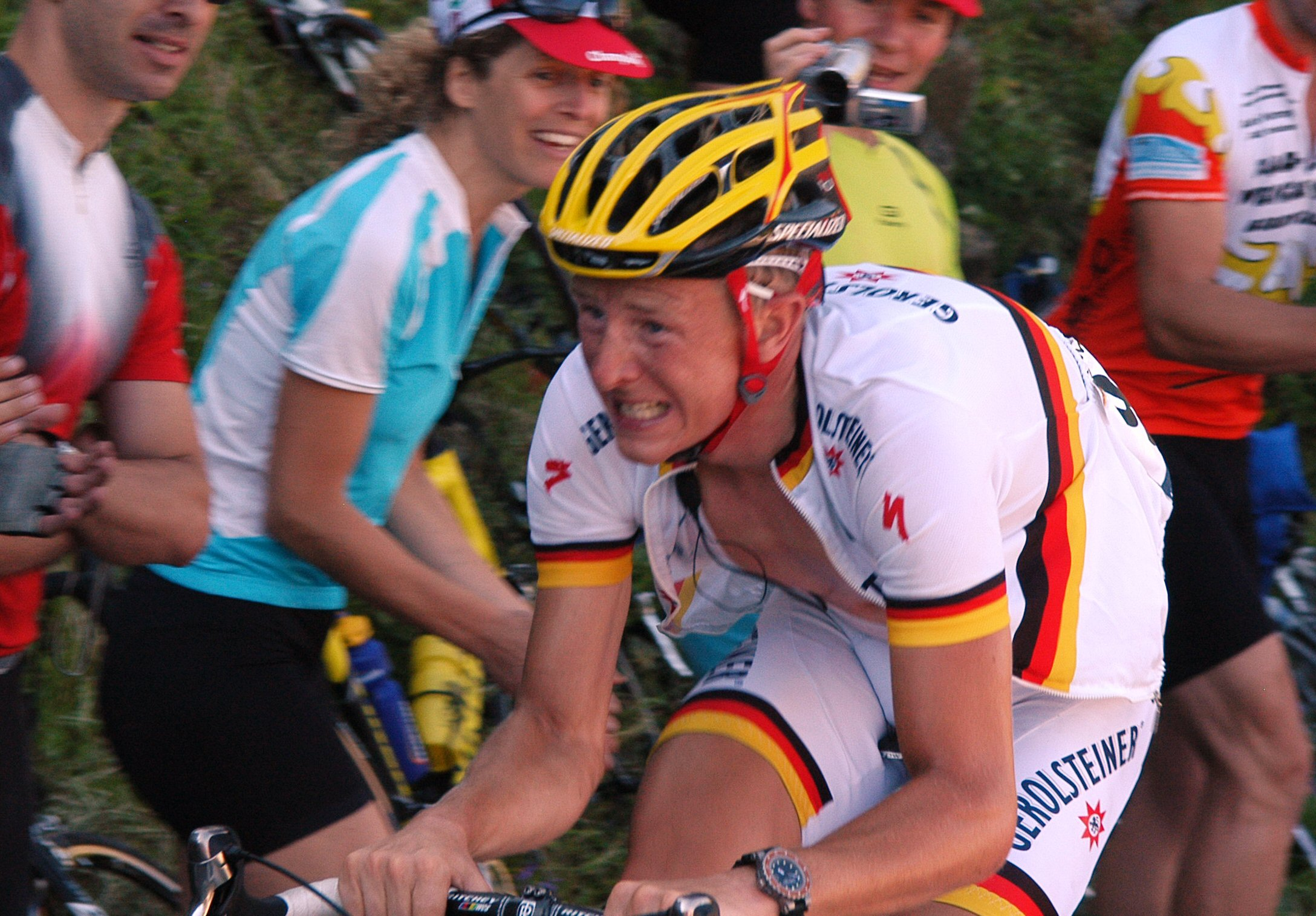
Wegmann op de Col de la Colombière in de 7e etappe van de Ronde van Frankrijk 2007

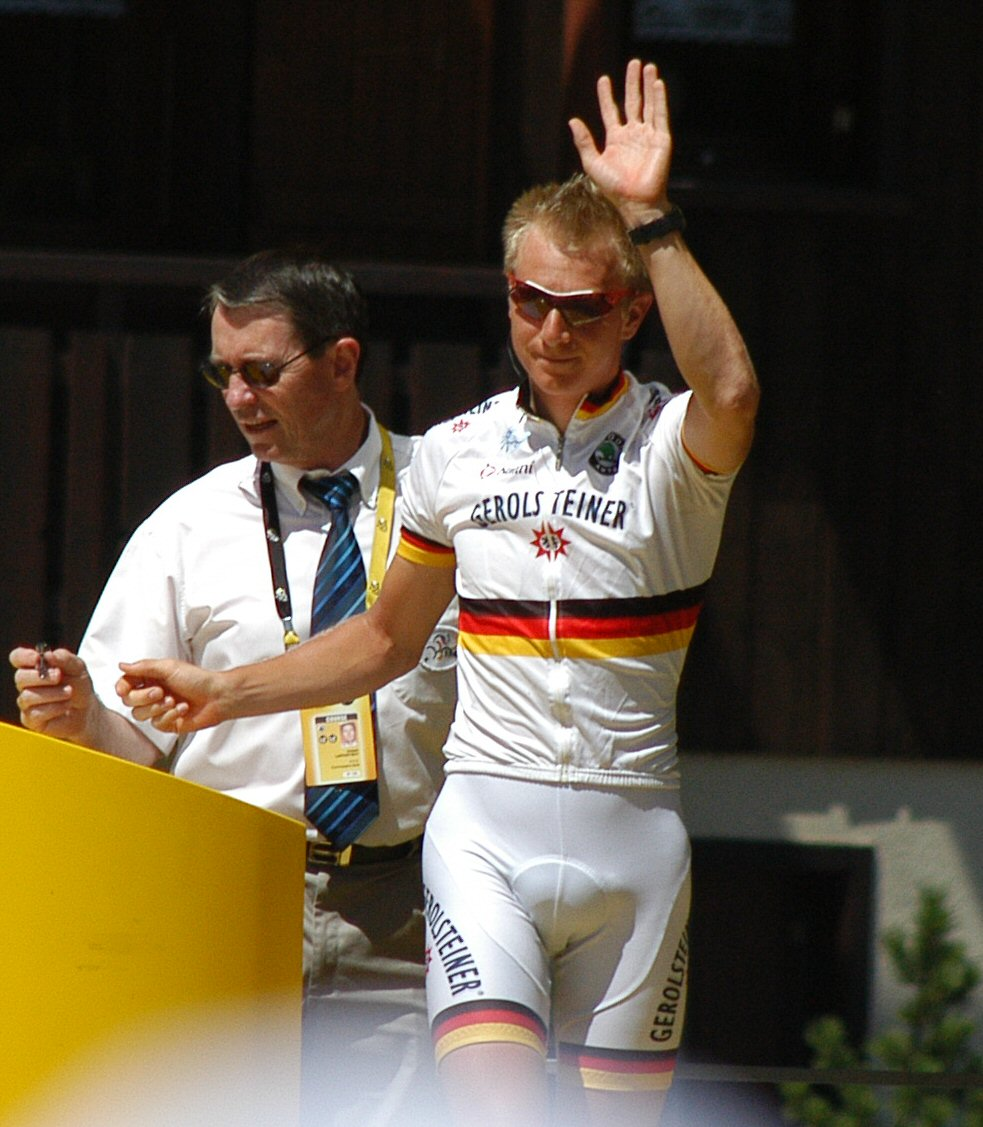
Wegmann bij de start van de 8e etappe van de Ronde van Frankrijk 2007

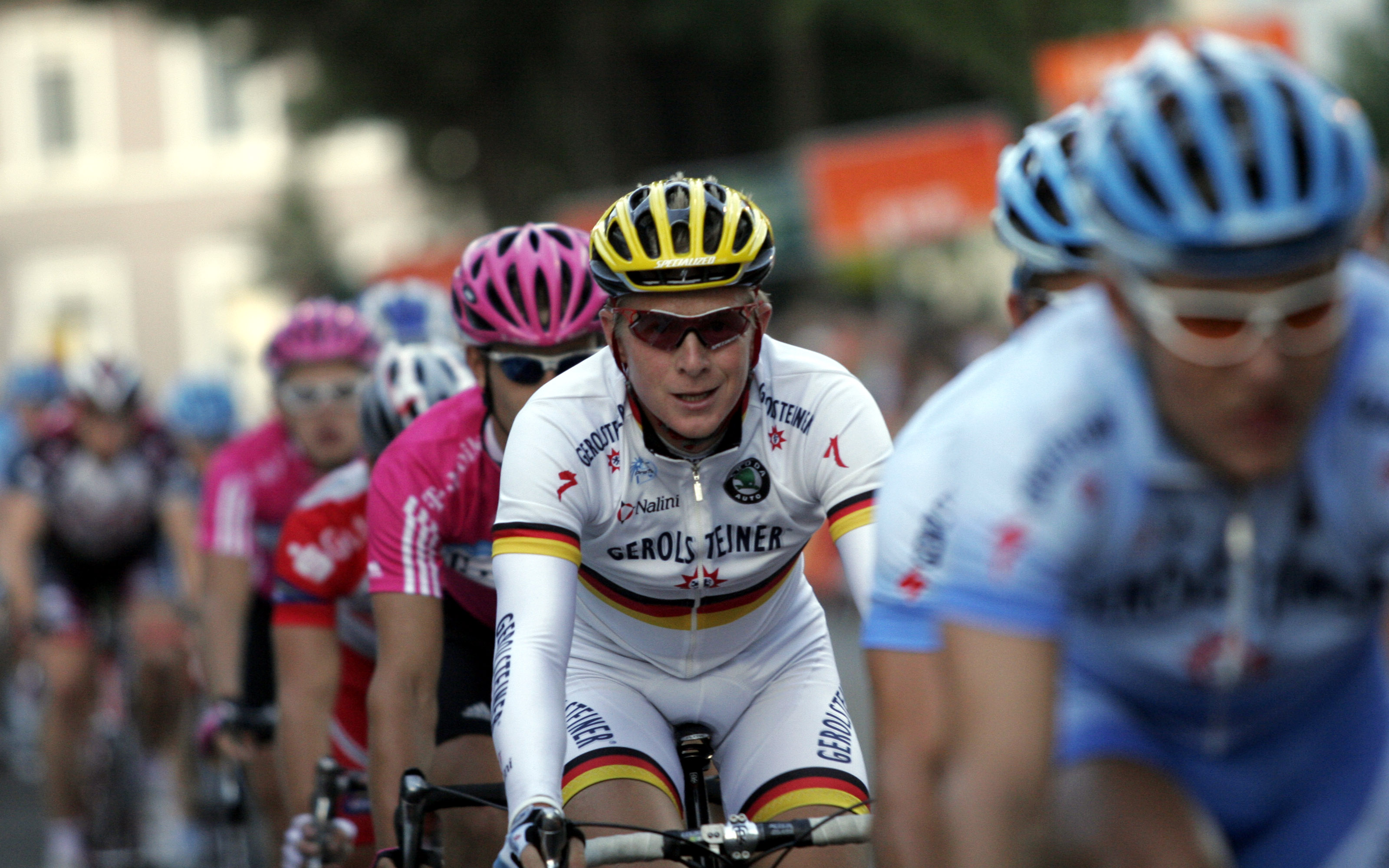
Fabian Wegmann

Fabian Wegmann (Münster, 20 juni 1980) is een Duits voormalig wielrenner.
Wegmann is de jongere broer van wielrenner Christian Wegmann. Hij werd prof in 2002 bij Team Gerolsteiner, nadat deze ploeg ophield te bestaan kwam hij uit voor Team Milram. Toen ook Team Milram geen nieuwe sponsor kon vinden vond Wegmann een plek in de Luxemburgse ploeg Leopard-Trek. Toen in 2011 bekend werd dat Leopard-Trek zou gaan fuseren met Team Radioshack kon hij opnieuw op zoek naar een nieuwe ploeg. Vanaf 2012 zal Wegmann dan ook uitkomen voor Garmin Sharp.
In zijn tweede profjaar brak Wegmann door met een overwinning in de Ronde van Saksen en ereplaatsen in diverse wedstrijden. Een jaar later werd Wegmann derde in de Ronde van Romandië. Voor het echte grote rondewerk komt hij in elk geval voorlopig nog wat te kort, maar dankzij slim punten pakken won hij dat jaar wel het bergklassement in de Ronde van Italië.
In 2007 werd hij nationaal kampioen op de weg en een jaar later prolongeerde hij die titel. In 2012 won Wegmann voor de derde maal in zijn carrière het nationaal kampioenschap.

## Belangrijkste overwinningen
2003
- 2e etappe Ronde van Saksen
- 4e etappe Ronde van Saksen
- Eindklassement Ronde van Saksen

2004
- Bergklassement Ronde van Italië
- Ronde van de Drie Valleien

2005
- 5e etappe Ronde van Polen
- San Francisco Grand Prix
- GP van het Zwarte Woud

2006
- 1e etappe Dauphiné Libéré
- Grote Prijs Miguel Indurain

2007
- Duits kampioen op de weg, Elite
- Ronde van Neurenberg

2008
- Duits kampioen op de weg, Elite
- Grote Prijs Miguel Indurain

2009
- Eschborn-Frankfurt

2010
- Eschborn-Frankfurt

2012
- Duits kampioen op de weg, Elite

## Resultaten in voornaamste wedstrijden
| Jaar | Ronde van Italië | Ronde van Frankrijk | Ronde van Spanje |
| ---- | ---------------- | ------------------- | ---------------- |
| 2003 |                  |                     |                  |
| 2004 | 36e              | opgave              |                  |
| 2005 |                  | 79e                 |                  |
| 2006 |                  | 67e                 |                  |
| 2007 |                  | 60e                 |                  |
| 2008 |                  | buiten tijd         |                  |
| 2009 |                  | 137e                |                  |
| 2010 | opgave           | 119e                |                  |
| 2011 | opgave           |                     |                  |
| 2012 |                  |                     |                  |
| 2013 |                  |                     |                  |
| 2014 | opgave           |                     |                  |
| 2015 |                  |                     |                  |
| 2016 |                  |                     |                  |

| Jaar | Milaan-San Remo | Ronde van Vlaanderen | Amstel Gold Race | Luik-Bast.‑Luik | Ronde van Lombardije | Waalse Pijl | Parijs-Tours | Eschborn-Frankfurt |  | WK op de weg |  | Wereldranglijsten |
| ---- | --------------- | -------------------- | ---------------- | --------------- | -------------------- | ----------- | ------------ | ------------------ |  | ------------ |  | ----------------- |
| 2003 | 100e            |                      | 39e              | 48e             |                      | 38e         |              | 16e                |  | 87e          |  |                   |
| 2004 | 28e             |                      | 57e              | 35e             |                      | 13e         |              |                    |  | 33e          |  |                   |
| 2005 | 100e            |                      | 45e              | 15e             | 6e                   | 10e         |              | 17e                |  | 97e          |  | 93e (UPT)         |
| 2006 | 14e             |                      | 13e              | 28e             | ↑                    | 11e         |              |                    |  | 54e          |  | 59e (UPT)         |
| 2007 | opgave          | opgave               | 13e              | 29e             | 73e                  | 11e         |              |                    |  | 9e           |  | 76e (UPT)         |
| 2008 | 47e             |                      | 11e              | 22e             |                      | 30e         |              | 4e                 |  | 7e           |  | 139e (UPT)        |
| 2009 | 24e             |                      | 68e              | 29e             | 32e                  | 18e         |              | Goud               |  | 11e          |  |                   |
| 2010 |                 |                      | 25e              | 17e             | 15e                  | opgave      | 48e          | Goud               |  | 14e          |  | 123e (UWK)        |
| 2011 | 43e             |                      | 20e              | opgave          | 28e                  | 64e         |              |                    |  |              |  | 92e (UWT)         |
| 2012 | 107e            |                      | 8e               | 52e             | opgave               | 26e         |              |                    |  | 27e          |  | 116e (UWT)        |
| 2013 | 87e             |                      | 12e              | 47e             | opgave               | 55e         |              | 12e                |  | 55e          |  | 93e (UWT)         |
| 2014 | 27e             |                      | 14e              | 74e             |                      | 77e         |              | 7e                 |  |              |  |                   |
| 2015 |                 |                      | 114e             | opgave          |                      |             |              |                    |  |              |  |                   |
| 2016 |                 |                      |                  |                 |                      | 54e         |              | 10e                |  |              |  |                   |

## Olympische Spelen
- Wegrit mannen 2008: 20e

## Ploegen
- 2002- Team Gerolsteiner
- 2003- Team Gerolsteiner
- 2004- Team Gerolsteiner
- 2005- Team Gerolsteiner
- 2006- Team Gerolsteiner
- 2007- Team Gerolsteiner
- 2008- Team Gerolsteiner
- 2009- Team Milram
- 2010- Team Milram
- 2011- Team Leopard-Trek
- 2012- Team Garmin-Barracuda
- 2013- Team Garmin-Sharp
- 2014- Garmin Sharp
- 2015- Cult Energy Pro Cycling

## Trivia
Wegmann beheerst de Nederlandse taal.